# Westerlund 1-26
Westerlund 1-26 è una  stella supergigante o ipergigante rossa situata nell'ammasso stellare Westerlund 1, distante 11500 anni luce dalla Terra. Si tratta di una delle stelle più grandi conosciute, con un raggio oltre un migliaio di volte quello del Sole. Se fosse posta al centro del sistema solare, la sua fotosfera arriverebbe fino all'orbita di Giove.

## Caratteristiche
La stella è quasi totalmente oscurata nelle lunghezze d'onda visibili a causa dell'estinzione dovuta alla polvere interstellare, ma è stata ampiamente studiata nelle lunghezze d'onda dell'infrarosso e delle onde radio. La stella ha un tipo spettrale tipico di una supergigante rossa di elevata luminosità. Nelle lunghezze d'onda radio è 310000 volte più luminosa del Sole, e la sua magnitudine assoluta è −9,2.
La temperatura superficiale è di circa 3600 K, situandosi nell'angolo in alto a destra del diagramma Hertzsprung-Russell, di conseguenza, a quella temperatura, la stella emette gran parte della sua energia nello spettro infrarosso. Mostra anche un'enorme perdita di massa, il che suggerisce che possa evolversi, in futuro, in una stella di Wolf-Rayet. Westerlund 1-26 cambia anche la sua classe spettrale in alcuni periodi, tuttavia non sono stati osservati cambiamenti di luminosità.
Nell'ottobre del 2013, utilizzando il Very Large Telescope, gli astronomi dell'European Southern Observatory (ESO) hanno scoperto che Westerlund 1-26 è circondata da una nube incandescente di idrogeno ionizzato. Si tratta della prima nebulosa di gas ionizzato ad essere stata scoperta attorno a una stella supergigante rossa tramite le sue righe di emissione ottiche, che segue la scoperta di una nebulosa ionizzata attorno a NML Cygni, nel 1982.
Uno studio successivo ha analizzato i materiali espulsi che circondano alcune delle stelle di Westerlund 1; lo studio ha determinato che la massa dei materiali espulsi da W26 è di 403×10−3 M⊙, con un'incertezza di 94×10−3 M⊙.